# Strandhagen (naturreservat)
Strandhagen är ett naturreservat i Katrineholms kommun i Södermanlands län. Området är naturskyddat sedan 2011 och är 33 hektar stort. Reservatet ligger i en nordsluttning öster om Öljaren och består av äldre lövskog. Marken ägs av Gimmersta herrgård och förvaltas av Länsstyrelsen i Södermanlands län.

## Beskrivning
Reservatet ligger cirka fyra kilometer söder om Äsköping och Julita gård, nära sjön Öljaren, dock inte med strand till sjön. På vägen till reservatet passerar man Gimmersta herrgård, en välbevarad herrgårdsanläggning från 1720-talet. Vegetationen i reservatet kännetecknas av gamla hasselbuskar där flera växer som "buketter" och är över 100 år gamla. I de gamla och döda träden har en rad organismer hittat livsrum. För övrigt domineras området av lövskog som björk, asp och hassel samt gamla träd och död ved. I reservatet finns flera sällsynta svamparter som brukar växa i hassellundar, bland dem hasselticka och kantarellmussling. Intill bruksvägen som begränsar reservatet åt väster märks ett stort flyttblock som delats i två hälfter genom frostsprängning.

## Syfte
Syftet med naturreservatet är att:
- bevara ett lövskogsområde med höga naturvärden knutna till naturtyperna hassellundar samt medelsålders till sena lövsuccessioner på frisk mark.

Syftet ska nås genom att:
- större delen av lövskogen ska lämnas orörd.
- enstaka luckor skapas för att gynna föryngring av lövträd och hassel.
- invandrande gran avverkas så att den inte ökar i andel.

## Bilder

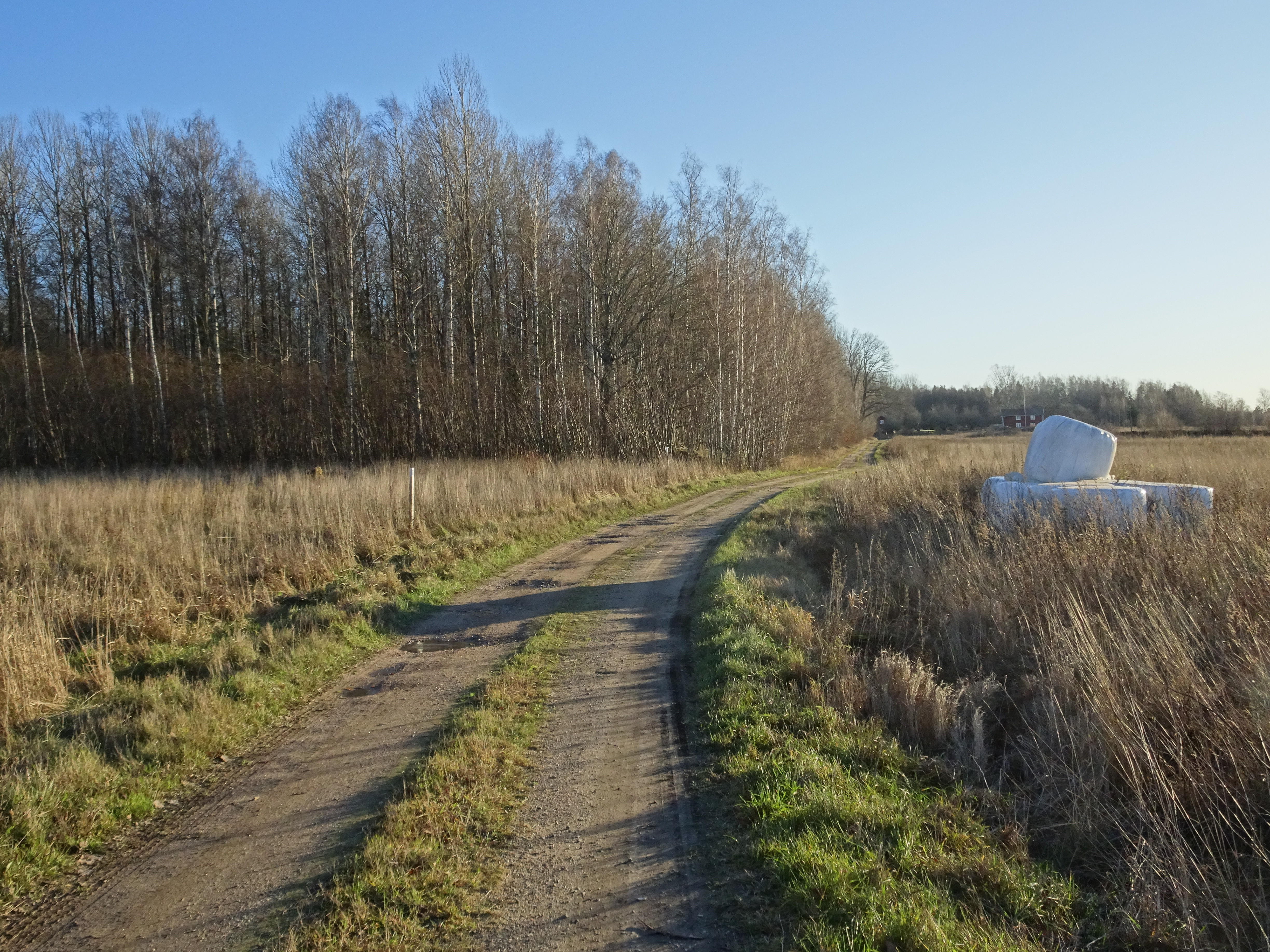
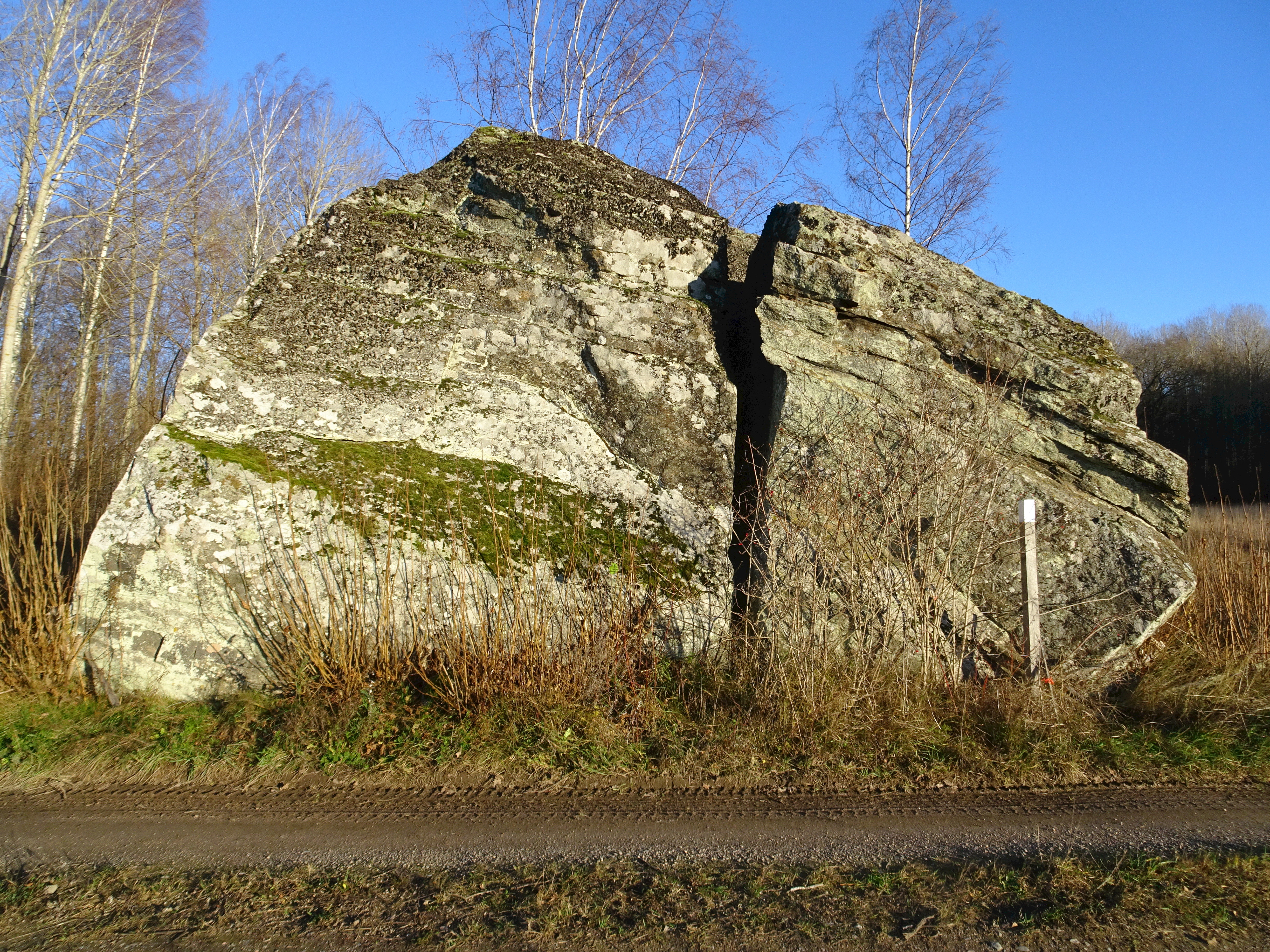
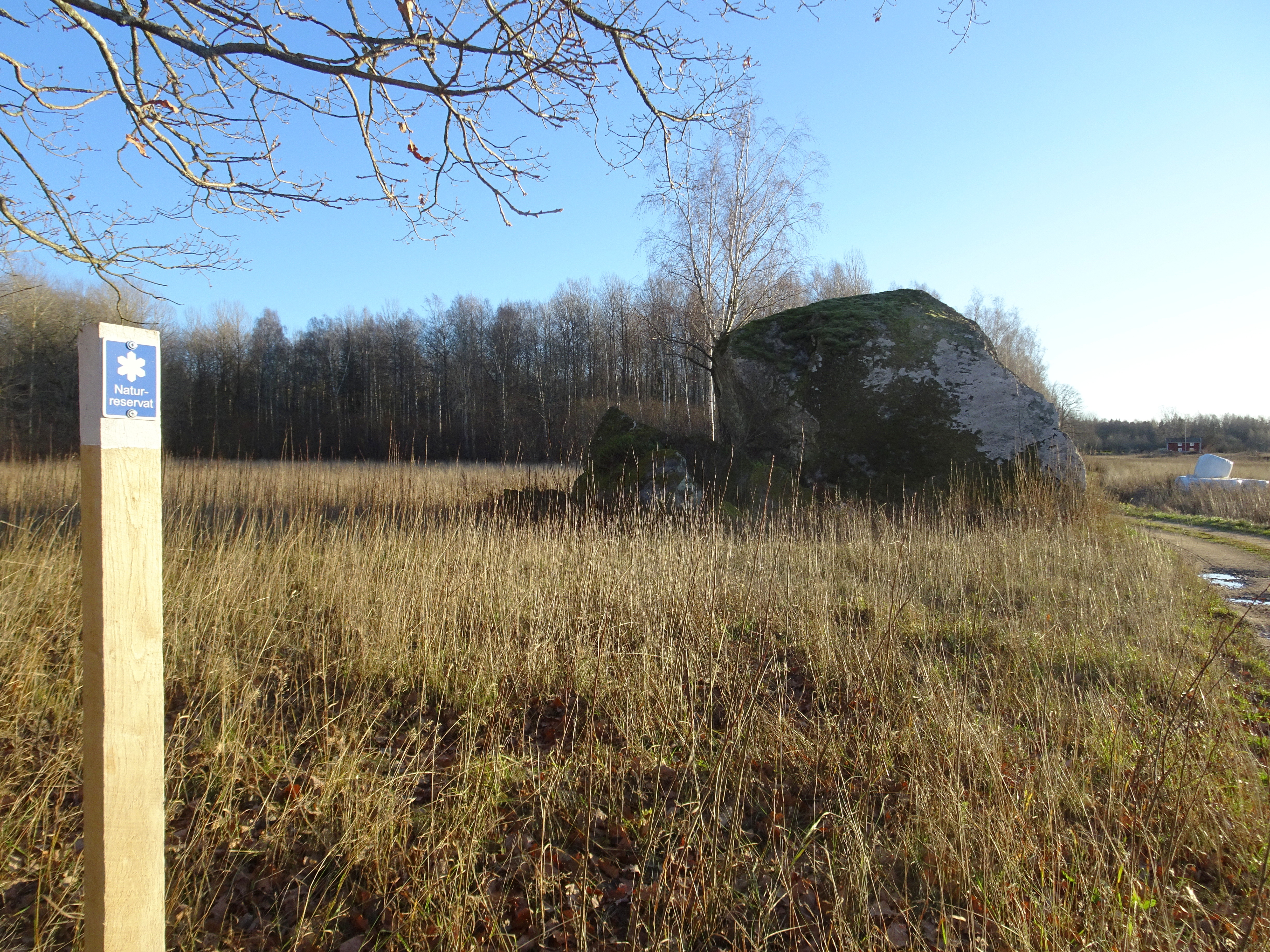